# She Came to Me
She Came to Me is een Amerikaanse film uit 2023, geregisseerd en geschreven door Rebecca Miller.

## Verhaal
Componist Steven Lauddem (Peter Dinklage) is creatief geblokkeerd en kan de partituur voor zijn grote comeback-opera niet afmaken. In opdracht van zijn vrouw Patricia (Anne Hathaway) gaat hij op zoek naar inspiratie.

## Rolverdeling
| Acteur             | Personage               |
| ------------------ | ----------------------- |
| Peter Dinklage     | Steven Lauddem          |
| Marisa Tomei       | Katrina Trento          |
| Anne Hathaway      | Patricia Jessup-Lauddem |
| Joanna Kulig       | Magdalena Szyskowski    |
| Brian d'Arcy James | Trey Ruffa              |
| Judy Gold          | Susan Shaw              |
| Gregg Edelman      | Duftin Haverford        |

## Productie
In juni 2021 werd aangekondigd dat de filmopnames van start zouden gaan in het najaar in New York met Anne Hathaway, Tahar Rahim, Marisa Tomei, Joanna Kulig en Matthew Broderick. Uiteindelijk begonnen de opnames pas in april 2022. Rahim en Broderick hadden het project verlaten en de hoofdrol werd overgenomen door Peter Dinklage.

## Release en ontvangst
She Came to Me ging op 16 februari 2023 in première als openingsfilm op het Internationaal filmfestival van Berlijn. De film kreeg middelmatige kritieken van de filmcritici, met een score van 48% op Rotten Tomatoes, gebaseerd op 65 beoordelingen.

## Prijzen en nominaties
De belangrijkste:
| Jaar | Prijs         | Categorie    | Genomineerde(n)                                         | Uitslag     |
| ---- | ------------- | ------------ | ------------------------------------------------------- | ----------- |
| 2024 | Golden Globes | Beste nummer | Bruce Springsteen & Patti Scialfa (Addicted to Romance) | Genomineerd |